# Pitbull (rapper)
Armando Christian Pérez, művésznevén Pitbull (Miami, Florida, 1981. január 15. –) kubai származású amerikai dalszövegíró és rapper. 2002-ben közreműködött Lil Jon Kings of Crunk albumán, 2004-ben jelent meg az első albuma M.I.A.M.I. (Money Is a Major Issue) címmel a TVT Records gondozásában. Ennél a kiadónál még két albuma jelent meg, az El Mariel (2006) és a The Boatlift (2007). A 2009-es Rebelution című albumát már az Ultra Records jelentette meg. 2011-ben közreműködött Jennifer Lopez On the Floor című dalában, és dolgozott többek között Marc Anthonyval, T-Painnel, Enrique Iglesiasszal, Chris Brownnal, Ne-Yóval, Afrojackkel, Nayerrel, Mohombival, Jennifer Lopezzel, Flo Rida-val, Ke$haval és Christina Aguilerával, Jon Bon Jovival. 

## Diszkográfia

### Stúdió albumok
- M.I.A.M.I.: Money Is a Major Issue (2004)
- El Mariel (2006)
- The Boatlift (2007)
- Rebelution (2009)
- Armando (2010)
- Planet Pit (2011)
- Global Warming (2012)
- Meltdown (2013)
- Globalization (2014)
- Dale (2015)
- Climate Change (2017)
- Libertad 548 (2019)
- Trackhouse (2023)

### Remix albumok
- Money Is Still a Major Issue (2005)

### Dalok
| Év   | Dal                                                                 | Album                        |
| ---- | ------------------------------------------------------------------- | ---------------------------- |
| 2004 | Culo (feat. Lil Jon)                                                | M.I.A.M.I.                   |
| 2004 | That’s Nasty (feat. Lil Jon & Fat Joe)                              | M.I.A.M.I.                   |
| 2004 | Back Up                                                             | M.I.A.M.I.                   |
| 2004 | Toma (feat. Lil Jon)                                                | M.I.A.M.I.                   |
| 2004 | Dammit Man (feat. Piccallo)                                         | M.I.A.M.I.                   |
| 2005 | Everbody Get Up (feat. Pretty Ricky)                                | Money Is Still a Major Issue |
| 2006 | Bojangles                                                           | El Mariel                    |
| 2006 | Ay Chico (Lengua Afuera)                                            | El Mariel                    |
| 2006 | Dime (Remix) (feat. Frankie J & Ken-Y)                              | El Mariel                    |
| 2007 | Be Quiet                                                            | El Mariel                    |
| 2007 | Go Girl (feat. Trina & Young Boss)                                  | The Boatlift                 |
| 2007 | The Anthem (feat. Lil Jon)                                          | The Boatlift                 |
| 2007 | Sticky Icky (feat. Jim Jones)                                       | The Boatlift                 |
| 2007 | Secret Admirer (feat. Lloyd)                                        | The Boatlift                 |
| 2008 | Krazy (feat. Lil Jon)                                               | Rebelution                   |
| 2009 | I Know You Want Me (Calle Ocho)                                     | Rebelution                   |
| 2009 | Hotel Room Service                                                  | Rebelution                   |
| 2009 | Shut It Down (feat. Akon)                                           | Rebelution                   |
| 2010 | Watagata-pitusberry (feat. Sensato, El Cata, Black Point & Lil Jon) | Armando                      |
| 2010 | Maldito Alcohol (feat. Afrojack)                                    | Armando                      |
| 2010 | Bon, Bon                                                            | Armando                      |
| 2010 | Hey Baby (Drop It to the Floor) (feat. T-Pain)                      | Planet Pit                   |
| 2011 | Tu Cuerpo (feat. Jencarlos)                                         | Armando                      |
| 2011 | Give Me Everything (feat. Ne-Yo, Afrojack & Nayer)                  | Planet Pit                   |
| 2011 | Rain Over Me (feat. Marc Anthony)                                   | Planet Pit                   |
| 2011 | International Love (feat. Chris Brown)                              | Planet Pit                   |
| 2012 | I Like (The Remix) (feat. Enrique Iglesias & Afrojack)              | Nem jelent meg albumon       |
| 2012 | Back in Time                                                        | Global Warming               |
| 2012 | Get It Started (feat. Shakira)                                      | Global Warming               |
| 2012 | Don’t Stop the Party (feat. TJR)                                    | Global Warming               |
| 2013 | Feel This Moment (feat. Christina Aguilera)                         | Global Warming               |
| 2013 | Outta Nowhere (feat. Danny Mercer)                                  | Global Warming               |
| 2013 | Timber (feat. Kesha)                                                | Meltdown                     |
| 2014 | Wild Wild Love (feat. G.R.L.)                                       | Globalization                |
| 2014 | We Are One (Ole Ola) (feat. Jennifer Lopez & Claudia Leitte)        | One Love, One Rhythm         |
| 2014 | Fireball (feat. John Ryan)                                          | Globalization                |
| 2014 | Como Yo Le Doy (feat. Don Miguelo)                                  | Dale                         |
| 2014 | Celebrate                                                           | Globalization                |
| 2014 | Time of Our Lives (feat. Ne-Yo)                                     | Globalization                |
| 2014 | Piensas (Dile la Verdad) (feat. Gente de Zona)                      | Dale                         |
| 2015 | Fun (feat. Chris Brown)                                             | Globalization                |
| 2015 | Baddest Girl in Town (feat. Mohombi & Visin)                        | Dale                         |
| 2015 | Drive You Crazy (feat. Jason Derulo & Juicy J)                      | Globalization                |
| 2016 | Messin Around (feat. Enrique Iglesias)                              | Climate Change               |
| 2016 | Greenlight (feat. Flo Rida & Lunchmoney Lewis)                      | Climate Change               |
| 2016 | Can’t Have (feat. Steven A. Clark & Ape Drums)                      | Climate Change               |
| 2017 | Options (feat. Stephen Marley)                                      | Climate Change               |
| 2017 | Better On Me (feat. Ty Dolla $ign)                                  | Climate Change               |
| 2017 | Hey Ma (feat. J Balvin & Camila Cabello)                            | The Fate of the Furious      |

### Promóciós kislemezek
- "Watagatapitusberry"
- "Maldito Alcohol"
- "Bon, Bon"
- "International Love" (featuring Chris Brown)
- "Pause"
- "Shake Senora" (featuring T-Pain & Sean Paul)
- "Castle Made of Sand" (featuring Kelly Rowland)

### Közreműködések
- "MMM Yeah" (Austin Mahone Feat.pitbull)
- " Blanco"  (Pharrell feat. Pitbull)
- "Shake" (Ying Yang Twins feat. Pitbull)
- "Hit the Floor" (Twista feat. Pitbull)
- "Get Freaky" (Play-N-Skillz feat. Pitbull)
- "Kamasutra" (Adassa feat. Pitbull)
- "Holla at Me" (DJ Khaled feat. Lil Wayne, Paul Wall, Fat Joe, Rick Ross & Pitbull)
- "Born-n-Raised" (DJ Khaled feat. Trick Daddy, Rick Ross & Pitbull)
- "Crazy" (Lumidee feat. Pitbull)
- "Mi Alma Se Muere" (Fuego feat. Omega & Pitbull)
- "Move Shake Drop" (DJ Laz feat. Flo Rida, Casely, & Pitbull)
- "Feel It" (DJ Felli Fel feat. T-Pain, Sean Paul, Flo Rida & Pitbull)
- "Shooting Star" (David Rush feat. Kevin Rudolf, LMFAO & Pitbull)
- "Now I'm That Bitch" (Livvi Franc feat. Pitbull)
- "Outta Control" (Baby Bash feat. Pitbull)
- "Fresh Out the Oven" (Jennifer Lopez feat. Pitbull)
- "Future Love" (Kristinia DeBarge feat. Pitbull)
- "Now You See It (Shake That Ass)" (Honorebel feat. Pitbull & Jump Smokers)
- "Egoísta" (Belinda feat. Pitbull)
- "Armada Latina" (Cypress Hill feat. Marc Anthony & Pitbull)
- "Rep My City" (DJ Khaled feat. Pitbull & Jarvis)
- "All Night Long" (Alexandra Burke feat. Pitbull)
- "I Like It" (Enrique Iglesias feat. Pitbull)
- "Rock It Like It's Spring Break" (Jump Smokers feat. Pitbull)
- "Get to Know Me Better" (Naughty by Nature feat. Pitbull)
- "Oye Baby" (Nicola Fasano feat. Pitbull)
- "DJ Got Us Fallin' In Love" (Usher feat. Pitbull)
- "One Thing Leads to Another" (Ray J feat. Pitbull)
- "Rabiosa" (Shakira feat. Pitbull)
- "Zun Zun Rompiendo Caderas (Remix)" (Wisin & Yandel feat. Pitbull & Tego Calderon)
- "On the Floor" (Jennifer Lopez feat. Pitbull)
- "Suavamente" (Nayer feat. Pitbull & Mohombi)
- "Give Me Everythingí" (Ne-Yo, Afrojack, Nayer feat Pitbull)
- "Hey Baby" (T-Pain feat Pitbull)
- "Live It Up" (Jennifer Lopez ft. Pitbull)
- "Feel This Moment" (Christina Aguilera)
- ”Now or Never” (Jon Bon Jovi) 2024.